# Krátká Ves
Krátká Ves (německy Kurzdorf) je obec v okrese Havlíčkův Brod v Kraji Vysočina. Nachází se při silnici I. třídy 8 km od Havlíčkova Brodu směrem na Svitavy. Žije zde 130 obyvatel.
Je zde prodejna potravin, autoservis, restaurace a sbor dobrovolných hasičů.

## Historie
První písemná zmínka o vesnici pochází z roku 1303, kdy 22. ledna prodal Rajmund z Lichtenburka dvůr v Krátké Vsi (vesnice patřila ještě Ronovcům) opatovi sedleckého kláštera a abatyši kláštera v Pohledu. Další listinné doklady jsou z let 1308 a 1312. Původní název obce byl Dlouhá Ves (Langendorf circa nebo(justa) Belam – roku 1308). Od roku 1316 byla celá ves v majetku kláštera v Pohledu. V urbáři z roku 1328 je uveden jmenný seznam poddaných včetně desátků. Po zničení kláštera v Pohledu husity se stala světským majetkem. Teprve po roce 1486 král Vladislav Jagellonský potvrdil privilegia obnovenému klášteru v Pohledu. Vrchní panství nad klášterním majetkem ovšem zůstalo majitelům panství Polná. Od roku 1486 jimi byli Jan Boček z Kunštátu a Polné a od roku 1597 Žejdlicové ze Šenfeldu. Rudolfu Žejdlicovi bylo panství za účast na stavovském povstání roku 1621 zkonfiskováno. Panství v Krátké Vsi příslušel již jen dvůr a část poddaných. Panství Polná a současně příslušející část vesnice se po roce 1624 dostalo do majetku kardinála Fr. Ditrichštejna, který roku 1625 dosadil jako abatyši pohledského kláštera svou příbuznou Zuzanu Calvin.
Druhá polovina vesnice se po zničení kláštera v Pohledu a rozchvácení jeho majetků roku 1424 nacházela až do roku ve vlastnictví rodu pánů z Lipé a Jindřich z Lipé ji roku 1496 prodal Vilémovi z Pernštejna. Roku 1520 odkázal Vilém panství synu Janovi z Pernštejna a ten je 12. ledna 1530 prodal městu Německý Brod, který patřil rodu Trčků z Lípy. Od roku 1560 do roku 1595 panství vlastnil František Thurn, od roku 1595 bylo opět v majetku Trčků. Po povýšení Německého Brodu na královské město zůstala Krátká Ves v majetku města až do roku 1731, kdy ji koupil Josef Ignác Pichmann z Pelhřimova. Ten ji roku 1760 prodal baronu z Langendorfu, poté se sňatkem dostala do vlastnictví rodu Šporků až do roku 1838, kdy ji kupuje pražský měšťan Štěpán Langer. Po jeho smrti dědictvím přešla na rodinu Sajfertů (do roku 1945).[zdroj?] Koncem 18. století se název obce změnil na Kurzlangendorf, později Kurzdorf.
Farou patřila klášterní ves původně ke kostelu v Pohledu, po rozdělení část ke kostela v České Bělé a část do Pohledu. V roce 1853 byla v Krátké Vsi postavena kaple Nejsvětější Trojice.
Jihozápadně od Krátké Vsi se nachází poutní místo Svatá Anna, které v roce 2011 oslavilo 250 let trvání.
| Rok            | 1869 | 1880 | 1890 | 1900 | 1910 | 1921 | 1930 | 1950 | 1961 | 1970 | 1980 | 1991 | 2001 |
| Počet obyvatel | 306  | 315  | 305  | 265  | 280  | 283  | 274  | 224  | 227  | 189  | 182  | 159  | 144  |

## Galerie

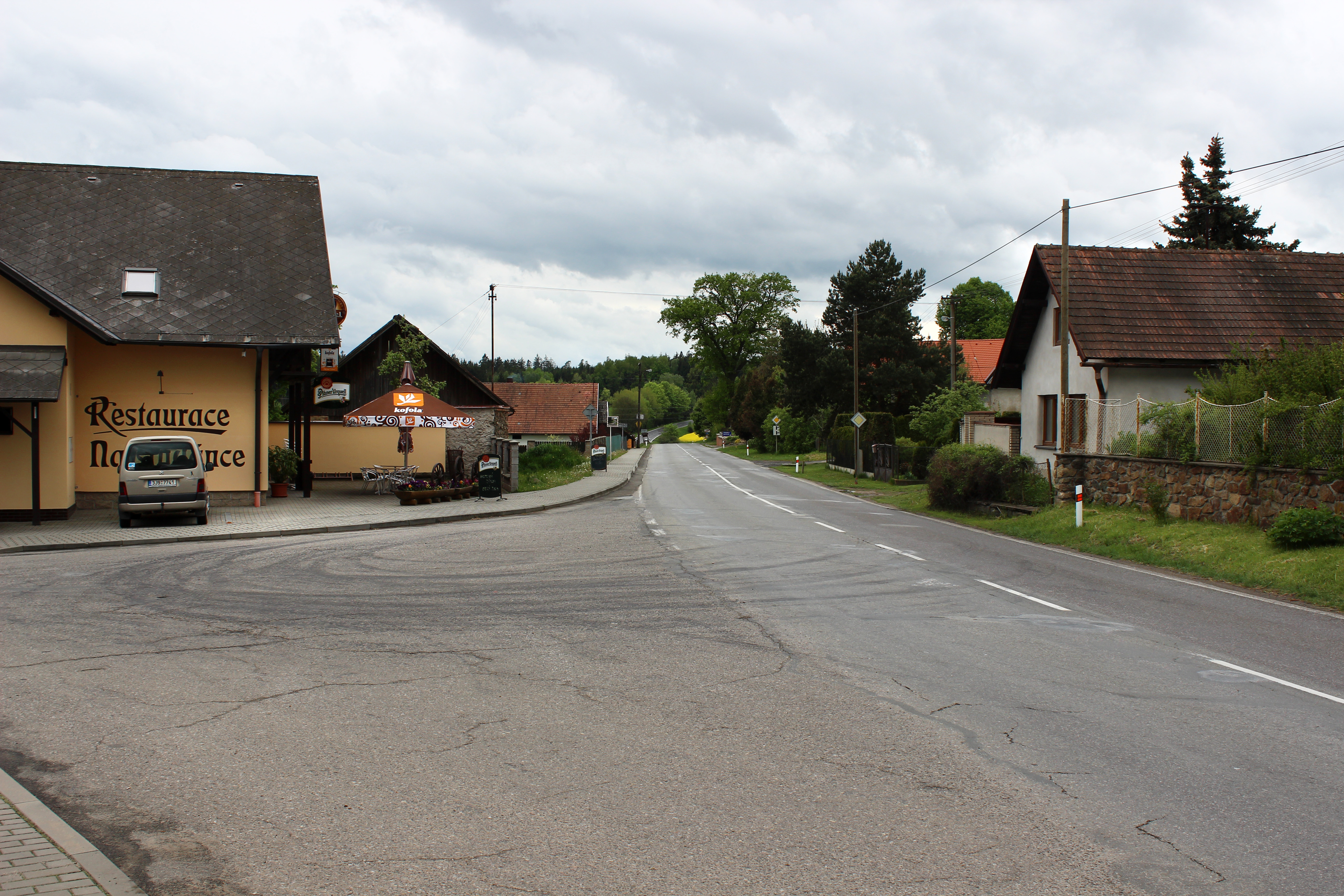
Hlavní silnice směrem k Havlíčkovu Brodu
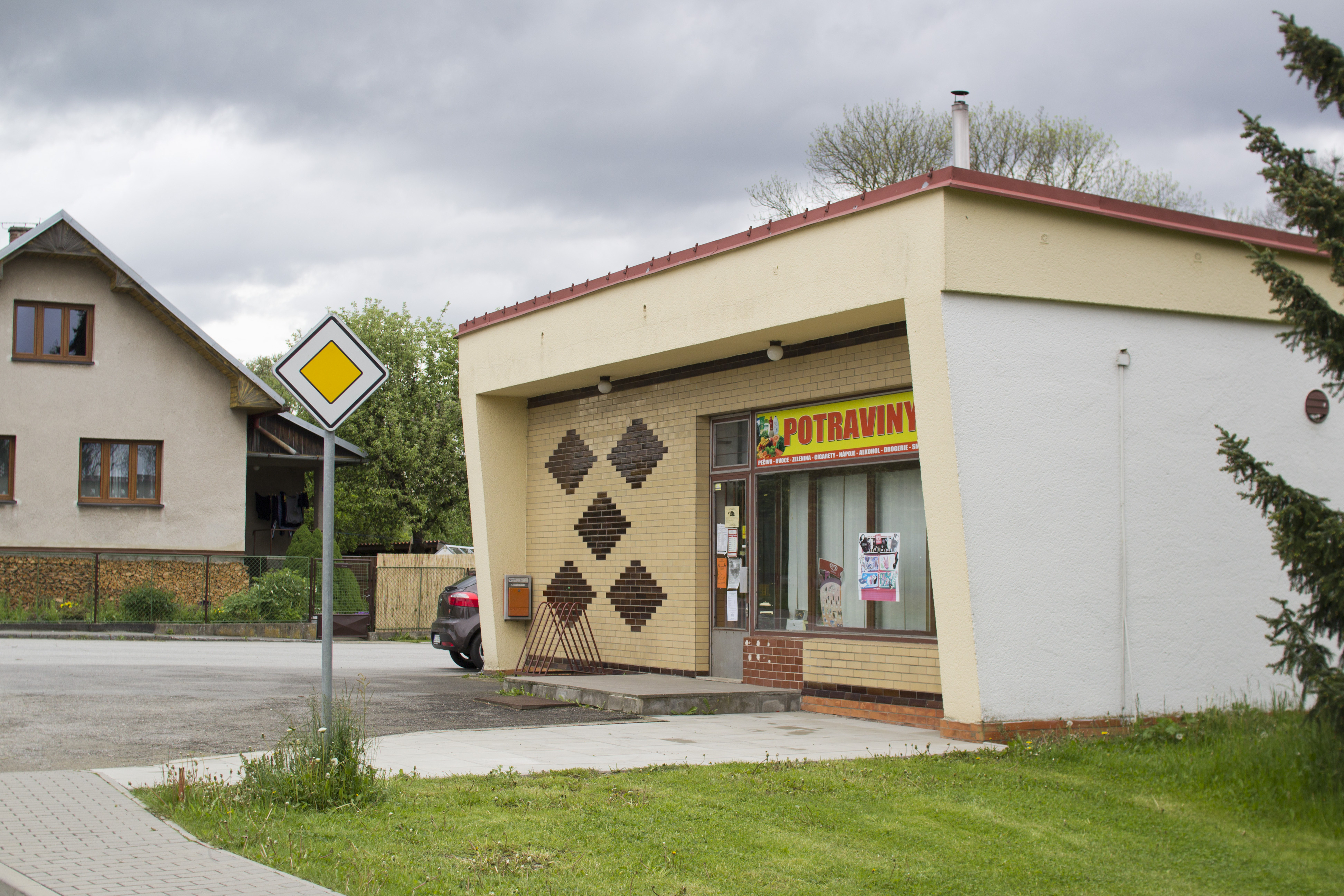
Prodejna na návsi
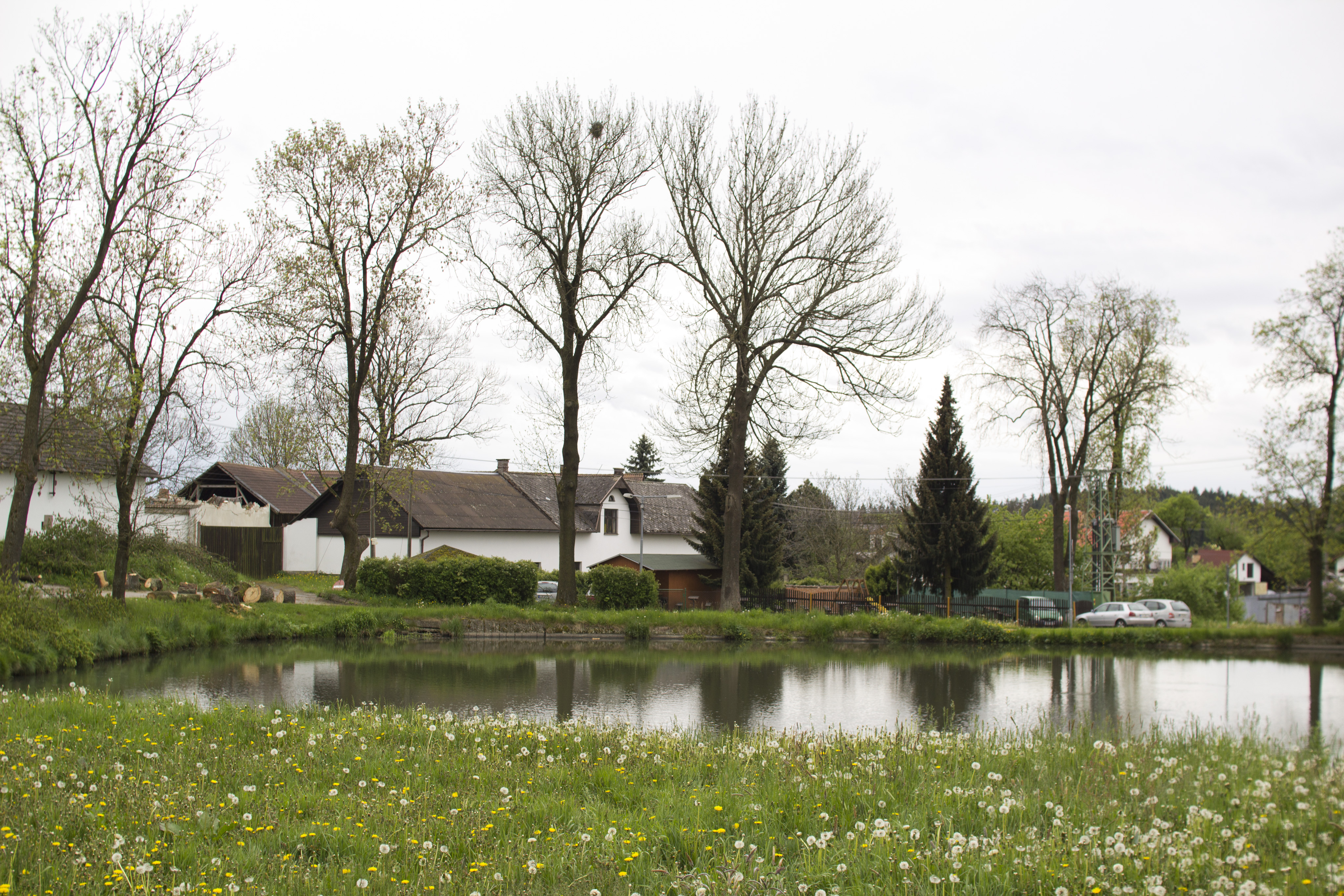
Rybníček